# Scuol

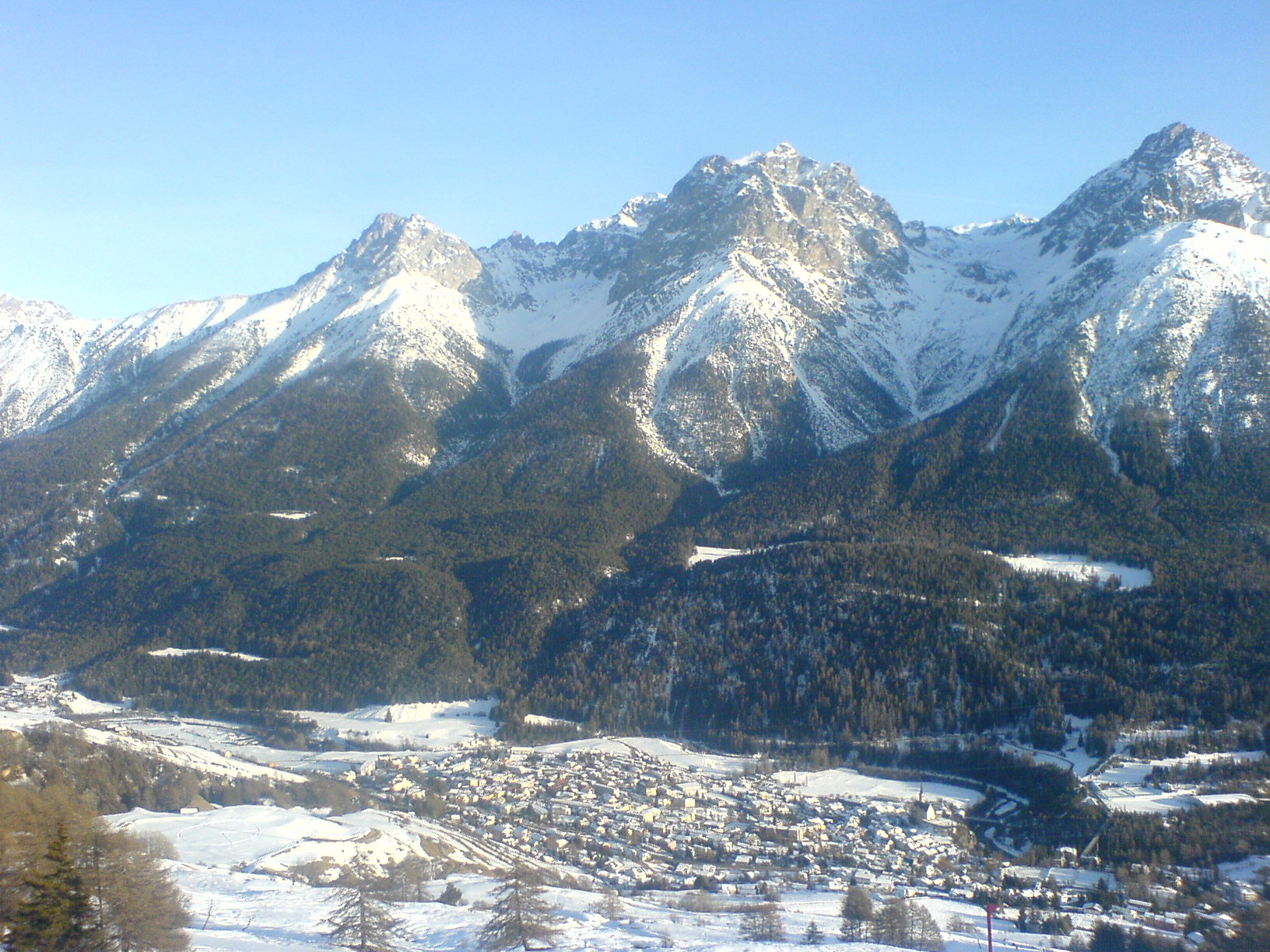
Scuol im Unterengadiner Fenster

Scuol ([ʃkuə̯l]ⓘ; deutsch Schuls) ist eine politische Gemeinde im Schweizer Kanton Graubünden. Sie gehört zur Region Engiadina Bassa/Val Müstair. Der Ort hiess bis 1943 offiziell Schuls, von 1943 bis 1970 Scuol/Schuls und seither Scuol. Der Name Scuol stammt vom lateinischen scopulus «Klippe» und bezieht sich auf den Standort der Kirche San Geer.
Aufgrund der Zustimmung des Stimmvolkes zur Gemeindefusion mit über 80 Prozent fusionierte Scuol per 1. Januar 2015 mit den fünf Gemeinden Ardez, Ftan, Guarda, Sent und Tarasp zur neuen Gemeinde Scuol. Dadurch ist sie mit nunmehr 439 Quadratkilometern die flächengrösste Gemeinde der Schweiz und löste damit Glarus Süd ab. Mit knapp 4700 Einwohnern ist sie zugleich die grösste bündnerromanische Gemeinde.

## Geographie
Scuol ist heute Hauptort des Unterengadins und liegt am Inn. Die Hauptsprache ist, wie im ganzen Unterengadin, Vallader (rätoromanisch), Verkehrssprache ist aber auch Bündnerdeutsch. Der Ort teilt sich in ein Oberdorf (Scuol Sura) und ein Unterdorf (Scuol Sot). Neu ist der oberhalb der Umfahrungsstrasse seit einigen Jahren kontinuierlich wachsende, wegen seiner Lage am Sonnenhang beliebte Bereich Schinnas und Crastuoglia.
Scuol liegt inmitten des Unterengadiner Fensters, einer geologisch bedeutenden Erosionslücke in der sonst gasundurchlässigen Gneis- und Granitschicht. Im Bereich des «Fensters» können Gase aus dem Erdinneren durch Risse und weichen Schiefer nach oben dringen, sich mit dem Grundwasser vermengen und so über 25 Mineralquellen bilden, die im Umkreis von Scuol-Vulpera-Tarasp als Heilquellen genutzt werden. Aus vielen Scuoler Brunnen sprudelt Mineralwasser alkalischer Glauber- bzw. Bittersalzquellen und Eisensäuerlinge, deren verdauungsfördernde Wirkung schon die alten Römer gekannt hatten. Unter diesen Quellen ist auch die mineralreichste Glaubersalzquelle Europas mit dem Namen «Luzius» und einer Gesamtmineralisation von 17 g/l.
Viele dieser Mineralwasserquellen enthalten natürliche Kohlensäure. Die öffentlichen Brunnen sind meist mit zwei Wasserhähnen ausgerüstet: Aus dem einen fliesst normales Trinkwasser, aus dem anderen kohlensäurehaltiges Mineralwasser.
Der höchste Punkt von Scuol befindet sich mit 3312 m ü. M. auf dem Piz Buin, welcher zur Fraktion Guarda gehört. Den tiefsten Punkt bildet mit 1099 m ü. M. der Inn bei Tramblai in der Fraktion Sent.

## Geschichte

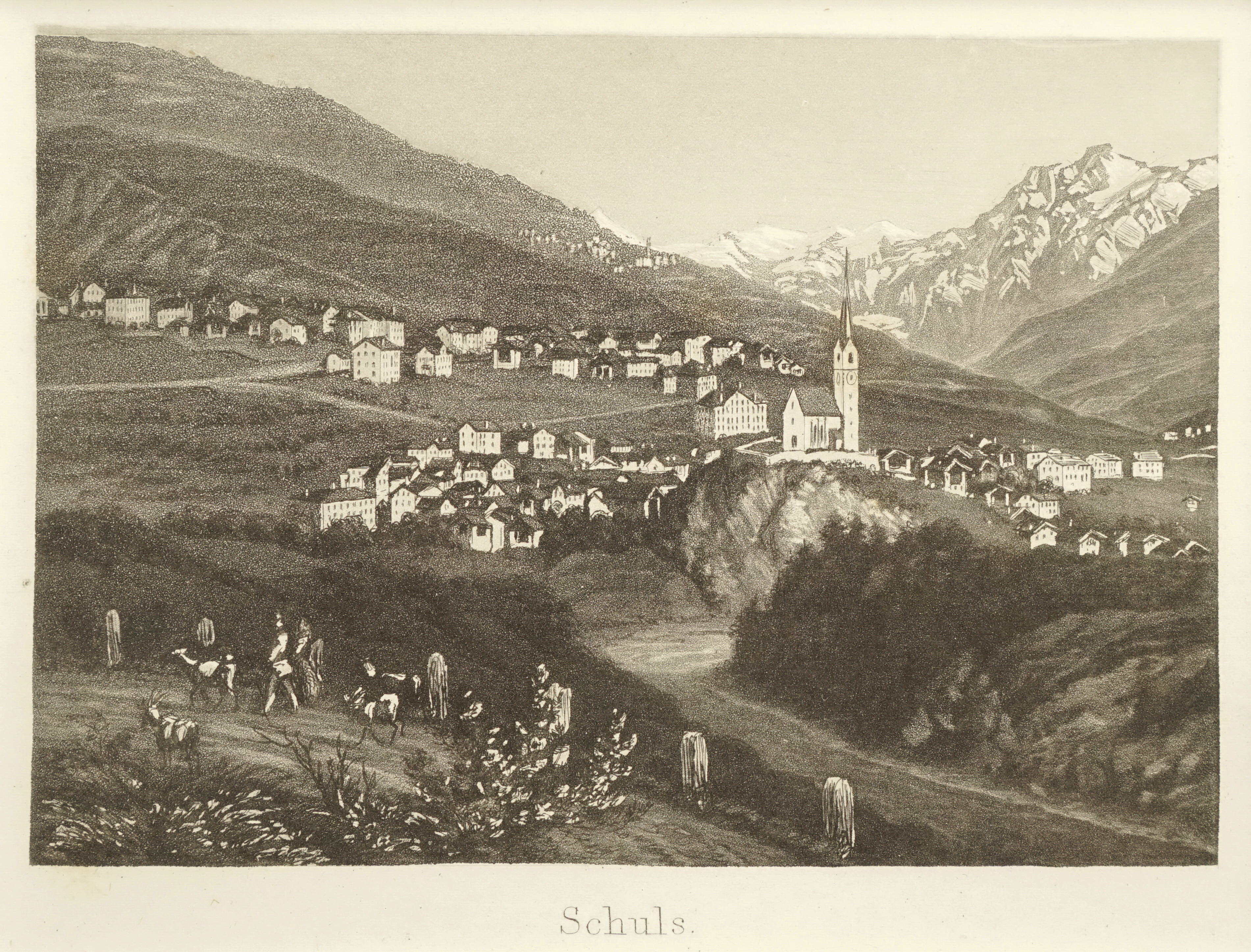
Scuol um 1870, Radierung von Heinrich Müller

Scuol 1947, Luftaufnahme von Werner Friedli

Bei Ausgrabungen wurden 1963 auf dem Kirchhügel die ältesten Siedlungsreste freigelegt und auf 1500 vor Christus in der Bronzezeit datiert. 
Die Ausgrabungen von 1970 brachten Hinweise auf eine vermutlich karolingische Kirche, welche im Jahr 1258 niederbrannte. Um 1095 erfolgte die Ersterwähnung als Schulle. In Scuol wurde durch Eberhard von Tarasp in den Jahren 1089/96 der Ursprungskonvent der Abtei Marienberg im oberen Vinschgau begründet, wohin das abgegangene Kloster ab 1146 verlegt wurde.
Anfang des 16. Jahrhunderts war der romanische Nachfolgebau der Karolingerkirche baufällig geworden, und die heutige gotische Kirche wurde 1516 vollendet. Um 1530 trat die Gemeinde zum Protestantismus über. Ab 1621 durften die Frauen in der Kirche rechts sitzen, weil sie bei der Verteidigung des Ortes gegen den Angriff unter Alois Baldiron beteiligt gewesen waren.
Das Unterengadin wurde 1622 gegen eine Pacht wieder zu habsburgischem Untertanenland. Nach den Bündner Wirren wurde das Gebiet in zwei Verträgen mit Österreich 1649 und 1652 von verbleibenden österreichischen Rechten freigekauft.

## Wappen
| Wappen von Scuol | Blasonierung: «In Gold eine schwarze Brunnenschale mit vier blau-silbernen Wasserstrahlen» |
| Wappen von Scuol | Das Wappen symbolisiert Scuol als bedeutenden Badeort und wurde durch Vereinfachung des Gemeindesiegels entworfen. Die Vierzahl der Wasserstrahlen steht für die verschiedenen Mineralquellen auf Gemeindegebiet. |

## Klima
Das Unterengadin ist für sein sonniges Klima bekannt und zählt zu den trockensten Regionen der Schweiz, gar der gesamten Alpen. Es gehört zum westlichen Ausläufer der inneralpinen Trockenzone der Ostalpen, jedoch muss als Begründung für das besonders sonnige und trockene Klima ferner die spezielle orographische Gegebenheit in Scuol berücksichtigt werden.
Das Unterengadin wird sowohl gegen Norden von der Silvrettagruppe als auch gegen Süden durch die Engadiner Dolomiten von mächtigen Bergketten abgeschirmt. Dadurch scheint im Unterengadin oft auch dann die Sonne, während es am Alpennord- oder Südhang in den Staulagen regnet. Anders als das Oberengadin kann das Unterengadin klimatisch nicht zur Alpensüdseite gezählt werden, denn es dominiert im Gegensatz zum höher gelegenen Oberengadin der Wettereinfluss aus Nordwesten, nicht aus Süden. Das Unterengadin bildet eine eigene kleine Klimaprovinz, in der das Wetter sich nicht selten schwer voraussagen lässt.
Die kontinentale Prägung der Region um Scuol sorgt im Winter folglich für dominierend trocken-kaltes Wetter; der Niederschlagsschwerpunkt liegt im Sommer. Der Monat mit der geringsten Niederschlagssumme ist der Februar. Nebelbildung ist extrem selten (1,4 Nebeltage im Jahr), der Wind weht in der Regel im Talboden nur sehr schwach, jedoch sorgt das Tal-Berg-Windsystem besonders nachts für eine sehr kräftige Abkühlung.
Die Temperaturen im Winter erreichen bei Strahlungslagen −20 °C oder weniger, der Dezember und der Januar weisen eine für die Höhenlage überdurchschnittliche Zahl an 15 Eistagen auf.
Trotz der relativen Trockenheit liegt fast immer genug Schnee im Winter, da es sowohl von Norden als auch von Süden her ausreichend schneit. Scuol hat den Vorteil, dass es zumeist bei ausgeprägten «Süd-» oder Nordjahren nie unter ernsthaftem Schneemangel leidet. Weder der feucht-milde Westwind, welcher die Schneefallgrenzen am Alpennordhang leicht über 1500–2000 m steigen lässt, noch der als Schneefresser bekannte Föhn kommen in Scuol aufgrund der inneralpin geschützten Lage in der klassischen Form vor, was die Schneesicherheit fördert und starke Tauwetterlagen deutlich reduziert.
Für die Normalperiode 1991–2020 betrug die Jahresmitteltemperatur 5,9 °C, wobei im Januar mit −4,3 °C die kältesten und im Juli mit 15,5 °C die wärmsten Monatsmitteltemperaturen gemessen wurden. Im Mittel sind hier rund 165 Frosttage, und 41 Eistage zu erwarten. Sommertage gibt es im Jahresmittel rund 34, während im Schnitt 4,3 Hitzetage zu verzeichnen sind. Die MeteoSchweiz-Wetterstation liegt auf einer Höhe von 1304 m ü. M.
|                        | Jan  | Feb  | Mär  | Apr  | Mai  | Jun  | Jul  | Aug  | Sep  | Okt  | Nov  | Dez  |   |      |
| Mittl. Temperatur (°C) | −4,3 | −2,7 | 1,8  | 6,0  | 10,3 | 13,8 | 15,5 | 15,0 | 11,0 | 6,5  | 0,9  | −3,3 | ⌀ | 5,9  |
| Mittl. Tagesmax. (°C)  | 0,0  | 2,9  | 8,7  | 13,0 | 17,1 | 21,1 | 23,1 | 22,6 | 18,1 | 13,2 | 5,8  | 0,3  | ⌀ | 12,2 |
| Mittl. Tagesmin. (°C)  | −8,0 | −7,3 | −3,5 | 0,1  | 4,3  | 7,6  | 9,3  | 9,3  | 5,6  | 1,8  | −2,8 | −6,7 | ⌀ | 0,8  |
|                        |      |      |      |      |      |      |      |      |      |      |      |      |   |      |
| Niederschlag (mm)      | 38   | 27   | 34   | 35   | 53   | 80   | 88   | 109  | 65   | 69   | 63   | 47   | Σ | 708  |
|                        |      |      |      |      |      |      |      |      |      |      |      |      |   |      |
| Sonnenstunden (h/d)    | 3,2  | 4,1  | 5,2  | 5,7  | 5,7  | 6,3  | 6,9  | 6,3  | 5,5  | 4,5  | 2,9  | 2,4  | ⌀ | 4,9  |
|                        |      |      |      |      |      |      |      |      |      |      |      |      |   |      |
| Regentage (d)          | 5,9  | 4,9  | 5,2  | 6,0  | 9,1  | 10,6 | 11,0 | 11,8 | 8,0  | 8,0  | 7,2  | 6,8  | Σ | 94,5 |
|                        |      |      |      |      |      |      |      |      |      |      |      |      |   |      |
| Luftfeuchtigkeit (%)   | 75   | 69   | 63   | 61   | 64   | 66   | 68   | 71   | 73   | 75   | 78   | 77   | ⌀ | 70   |

| −8,0 |

| −7,3 |

| −3,5 |

| 0,1 |

| 4,3 |

| 7,6 |

| 9,3 |

| 9,3 |

| 5,6 |

| 1,8 |

| −2,8 |

| −6,7 |

| −8,0 |

| −7,3 |

| −3,5 |

| 0,1 |

| 4,3 |

| 7,6 |

| 9,3 |

| 9,3 |

| 5,6 |

| 1,8 |

| −2,8 |

| −6,7 |

Der Hitzerekord in Scuol wurde am 27. Juni 2019 mit 33,3 °C aufgestellt.

## Bevölkerung

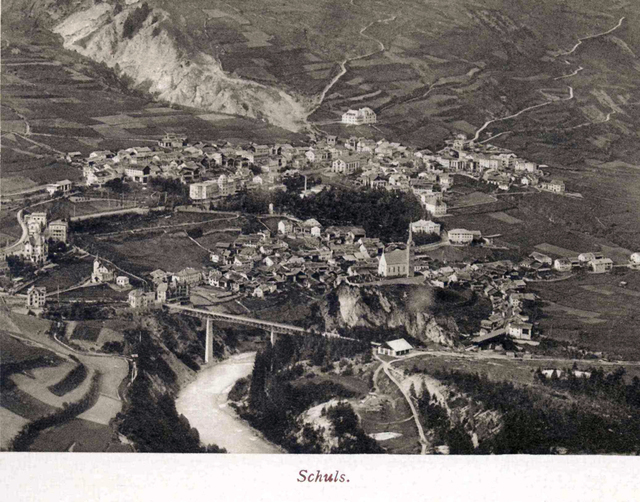
Historische Luftaufnahme (Datum unbekannt)

### Bevölkerungsentwicklung in der ehemaligen Gemeinde(vor der Fusion mit den Nachbargemeinden)
| Jahr      | 1835 | 1850 | 1900 | 1950 | 2000 |
| --------- | ---- | ---- | ---- | ---- | ---- |
| Einwohner | 989  | 912  | 1117 | 1384 | 2122 |

### Sprachen
Die Sprache von Scuol ist das Vallader, ein bündnerromanisches Idiom. Bereits in der zweiten Hälfte des 19. Jahrhunderts hatte die Gemeinde eine deutschsprachige Minderheit bekommen. Dennoch konnte sich das Romanische bis zum Zweiten Weltkrieg gut behaupten. 1880 gaben 82 %, 1910 64 % und 1941 wieder 71 % als Muttersprache Romanisch an. Bis 1970 fiel der romanischsprachige Anteil auf 62 %, erholte sich kurz – und ist seither stark gefallen. Im Jahr 2000 waren die Romanischsprachigen nur noch eine relative Mehrheit. Gemeinde und Schule unterstützen das Romanische, welches 1990 von 78 % und 2000 von 70 % der Einwohnerschaft verstanden wurde. Die Entwicklung in den letzten Jahrzehnten zeigt folgende Tabelle:
| Sprachen      | Volkszählung 1980 | Volkszählung 1980 | Volkszählung 1990 | Volkszählung 1990 | Volkszählung 2000 | Volkszählung 2000 |
| Sprachen      | Anzahl            | Anteil            | Anzahl            | Anteil            | Anzahl            | Anteil            |
| ------------- | ----------------- | ----------------- | ----------------- | ----------------- | ----------------- | ----------------- |
| Deutsch       | 484               | 27,75 %           | 651               | 34,46 %           | 831               | 39,16 %           |
| Rätoromanisch | 1130              | 64,79 %           | 1087              | 57,54 %           | 1049              | 49,43 %           |
| Italienisch   | 76                | 4,36 %            | 77                | 4,08 %            | 82                | 3,86 %            |
| Einwohner     | 1744              | 100 %             | 1889              | 100 %             | 2122              | 100 %             |

### Religionen und Konfessionen
1533 wurde im Ort die Reformation eingeführt.

### Nationalität
Von den Ende 2005 gezählten 2196 Bewohnern waren 1764 (80 %) Schweizer Staatsangehörige.

## Kultur und Sehenswürdigkeiten

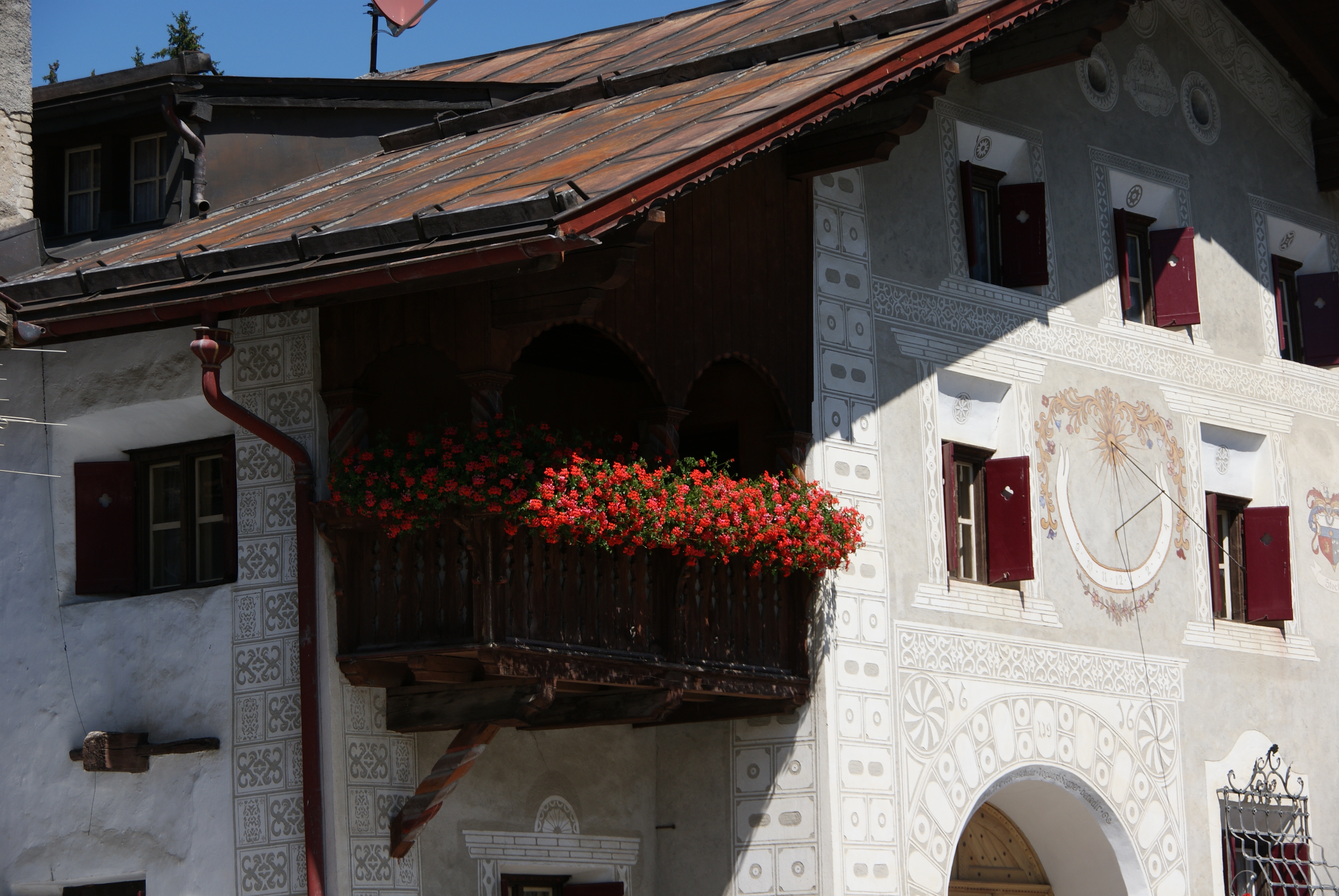
Typisches Engadinerhaus in Scuol

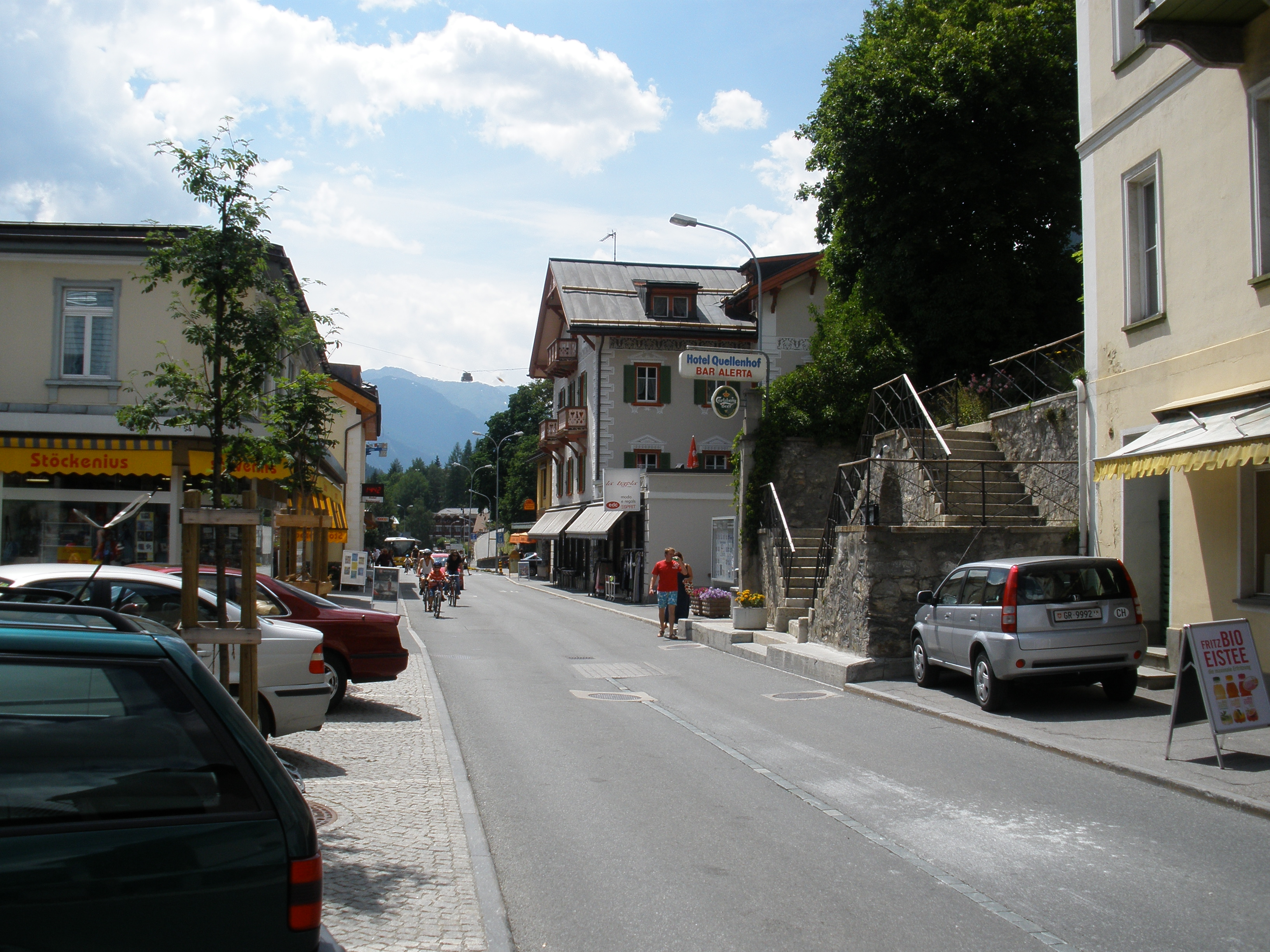
Die Hauptstrasse in Scuol, der Stradun

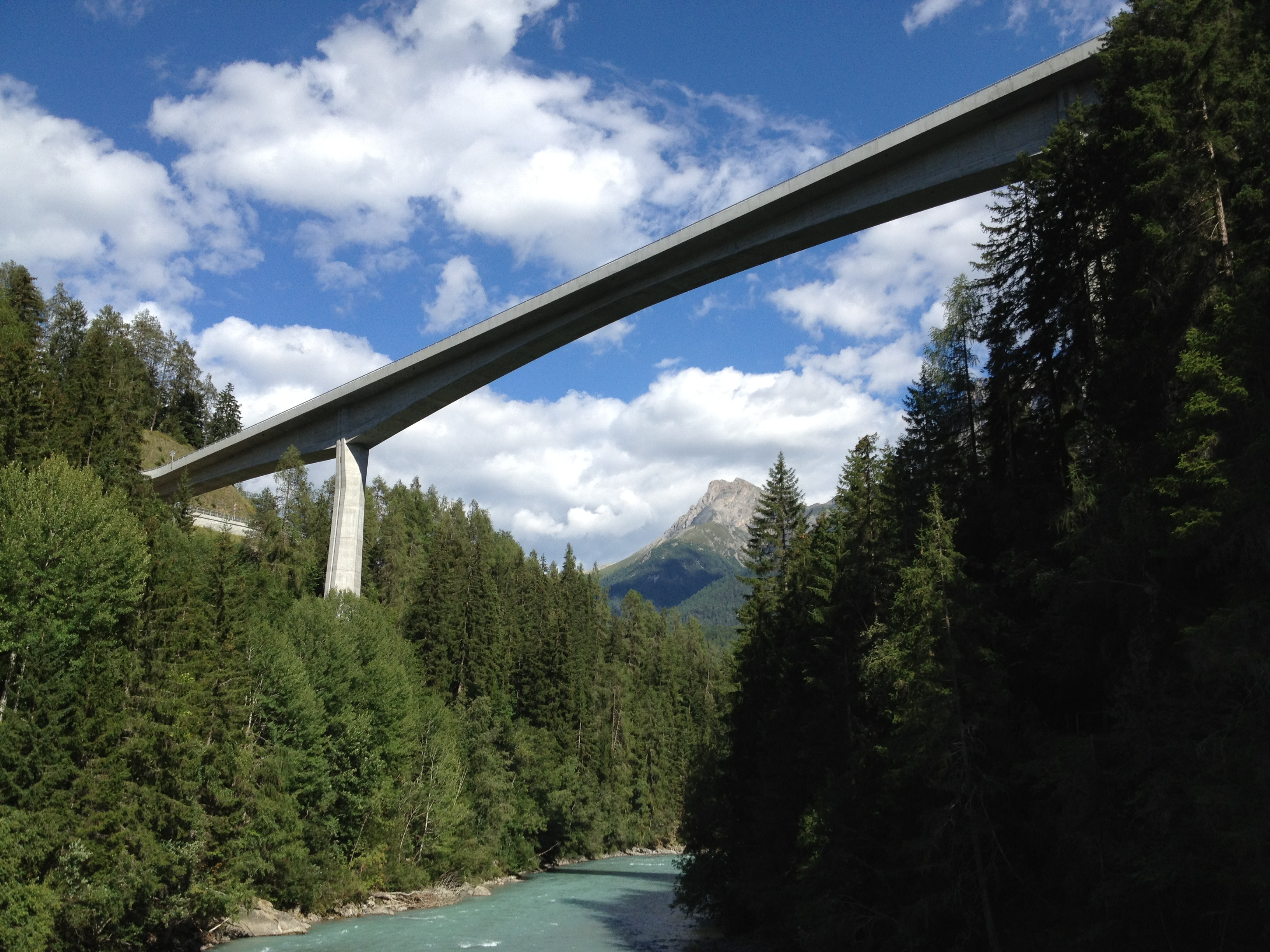
Innbrücke zwischen Scuol und Vulpera

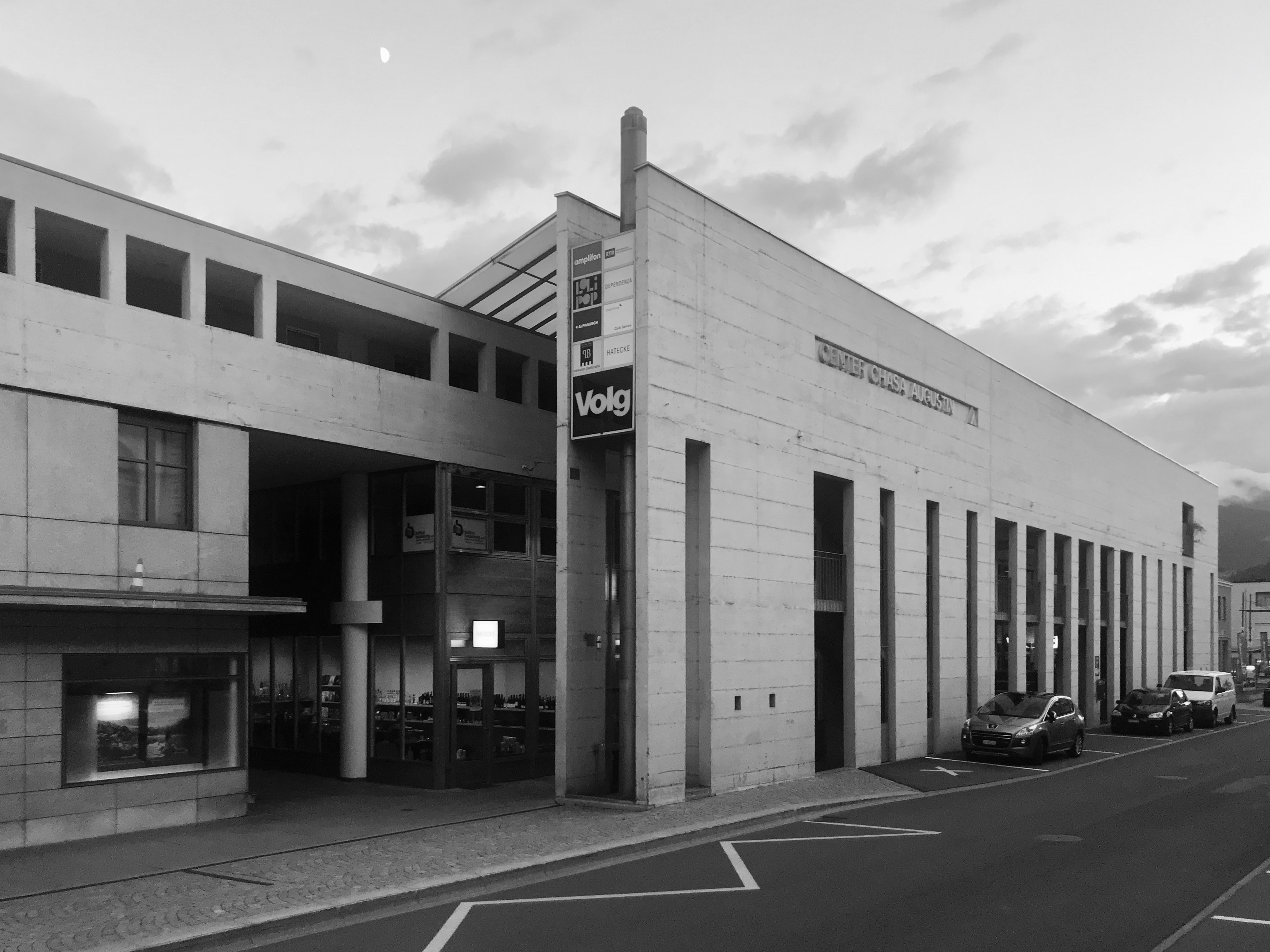
Center Chasa Augustin

### Bauwerke
Sehenswert sind die spätgotische St.-Georgs-Kirche von 1516 und die guterhaltenen Bürgerhäuser. Im Unterdorf Scuol Sot stehen schöne alte Engadinerhäuser und ein malerischer Dorfplatz mit einem grossen Brunnen und Sehenswürdigkeiten wie dem Unterengadiner Museum oder der Chasa Baer-Gaudenz.
Im Oberdorf reihen sich historische Engadinerhäuser aneinander, darunter das denkmalgeschützte Scuoler Pfarrhaus, das Wohnhaus à Porta und das Wohnhaus Wieland.
Im Scuol Sot:
- Wohnhaus Hohenbalken[20]
- Wohnhaus mit spätgotischer Fassadenmalerei[21]
- Gedeckte Holzbrücke[22]
- Brückenturm[23]

Im Stradun:
- Villa Engiadina[24]
- Center Chasa Augustin von Beat Consoni[25]

Im Nairs:
- Kurhaus Bad Tarasp[26]
- Ehemaliges Bäderhaus (Center da cultura NAIRS)[27]
- Ehemalige anglikanische Kirche (spätes 19. Jh., seit den 50er Jahren Wohnhaus)[28]

Verkehrstechnische Monumente sind die Gurlainabrücke sowie die im Jahr 2010 für den Verkehr eröffnete Innbrücke zwischen Scuol und Vulpera.
Sehenswert ist auch die von Steivan Liun Könz grossflächig mit Sgraffito dekorierte Chasa da L’Üja, das Nebengebäude des Hotel Traube.

### Brauchtum
Am ersten Samstag im Februar findet die traditionelle Verbrennung des Hom Strom statt. Am 31. Dezember feiern die Kinder das Fest der Barchinas. Am 1. März jedes Jahres wird wie im Unterengadin weitverbreitet Chalandamarz gefeiert, wobei die Jugendlichen mit einem Umzug durch das Dorf ziehen und begleitet von Gesang und Lärm den Winter vertreiben.
Der Übername der Scuoler Bevölkerung lautet in der Engadiner Tradition ils porchs (dt.: die Schweine).

## Verkehr

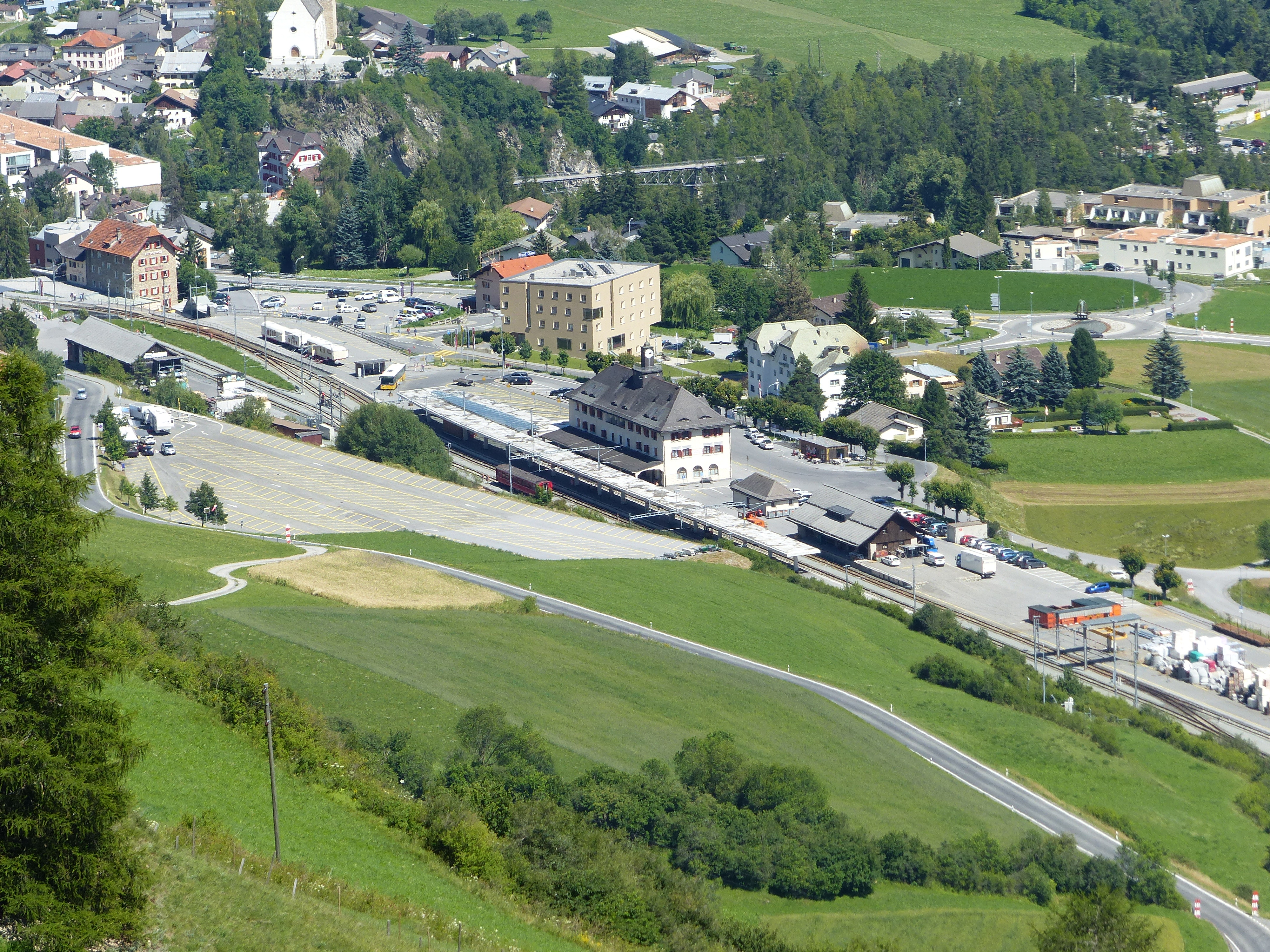
Bahnhof Scuol-Tarasp im Jahr 2017 mit dem eingleisigen Tirolerstumpen

Der in Scuol gelegene Bahnhof Scuol-Tarasp ist der östlichste Bahnhof der Schweiz, Endpunkt der Bahnstrecke Bever–Scuol-Tarasp der Rhätischen Bahn (RhB) sowie Ausgangspunkt diverser Buslinien. Die Hauptstrasse 27 verbindet Scuol in östlicher Richtung mit Tirol, in südwestlicher Richtung reicht sie bis nach St. Moritz.

## Tourismus

### Sommer
Scuols Hausberg Motta Naluns ist Ausgangspunkt für Wanderer, Radfahrer und Gleitschirmflieger. Auf der rechten Talseite befindet sich das Wander- und Tourengebiet des Val S-charl mit dem angrenzenden Nationalpark und der Lischanahütte des SAC. Oberhalb von Scuol liegt San Jon, ein Reitstall mit Wanderreit-Akademie, sowie Flöna, eine der ältesten Berghütten des Unterengadins.
Scuol ist der jährliche Austragungsort des Nationalpark-Bike-Marathons, dessen Start und Ziel in Scuol liegt.

### Wintersport
Das Scuoler Skigebiet Motta Naluns (1250–2785 m) zählt mit 80 km präparierten Pisten und 12 Liftanlagen zu den mittelgrossen Skigebieten der Schweiz. Ein Vorteil ist die Kompaktheit von Skigebiet und Erschliessungsanlagen, die kurze Anfahrten ermöglichen.
Der überwiegende Teil der Pisten ist leicht bis mittelschwer, schwierigere Abfahrten finden sich vor allem am Mot da Ri und Salaniva. Der Bereich Salaniva–Champatsch–Salez ist ein grosses Freeridegelände. Neben der ersten Liftanlage befindet sich ein «Fun-Park» für Snowboarder und Skifahrer, der aus sämtlichen Kickern und Boxen besteht.
Highlight der Region ist die 10 km lange und im unteren Teil auf 3 km künstlich beschneite «Traumpiste» nach Sent (1430 m), die vor wenigen Jahren auch noch 2 km länger bis Scuol (1250 m) führte. Weitere Pisten sind die vollbeschneite, mittelschwere Talabfahrt «Derby» nach Scuol (5,5 km) sowie die 3 km Talabfahrt nach Ftan (1684 m).

#### Langlauf
Das Unterengadin bietet insgesamt 72 km Langlaufloipen für klassisch und Skating an, darunter die 28 km lange Loipe Scuol–Martina entlang des Flusses Inn, die auf den ersten fünf Kilometern mit Kunstschnee präpariert werden kann. Die Loipe ist in der Regel schneesicher aufgrund der Lage im Talboden.
Weitere Loipen gibt es in Ftan, Tarasp und in anderen Orten des Unterengadins. Schneesicher bis April ist die Sechs-Kilometer-Höhenloipe auf Motta Naluns
(2146 m) im Skigebiet von Scuol.

### Mineralwasserquellen
Scuol ist dank Heil- und Mineralwasserquellen auch als Kurort bekannt. Es besitzt mit dem Bogn Engiadina Scuol ein Mineralwasserbad.

## Persönlichkeiten
- Giacomo Rotondo (* um 1550 in Scuol; † nach 1613 ebenda), Baumeister, Architekt in Warschau[30]
- Ludwig Molitor (* um 1620 in Scuol; † 1683 in Latsch GR), reformierter Pfarrer, Kirchenlieddichter
- Johann Feuerstein (* 1871 in Scuol; † 1946 ebenda), Fotograf
- Tumasch Rauch (* 1896 in Scuol; † 1979 ebenda), Musiker, Komponist und Bauer[31]
- Duri Bezzola (* 1942), Architekt und Nationalrat FDP
- Anita Bischoff (* 1936 in Scuol), Schriftstellerin und Sammlerin von Mittelalter, Renaissance und Pop-Art
- Clo Duri Bezzola (* 1945 in Scuol; † 2004), Schriftsteller
- Nott Caviezel (* 1953 in Scuol), Kunsthistoriker und Universitätsprofessor
- Barbara Janom Steiner (* 1963 in Scuol), Rechtsanwältin, BDP-Politikerin und Regierungsrätin
- Bianca Mayer (Künstlername: Bibi Vaplan, * 1979 in Scuol), rätoromanische Musikerin und Sängerin
- Jon Pult (* 1984 in Scuol), Politiker (SP)

## Galerie

Schuls, Kirche St. Georg mit Inn-abwärts, historisches Bild von Leo Wehrli (1939)
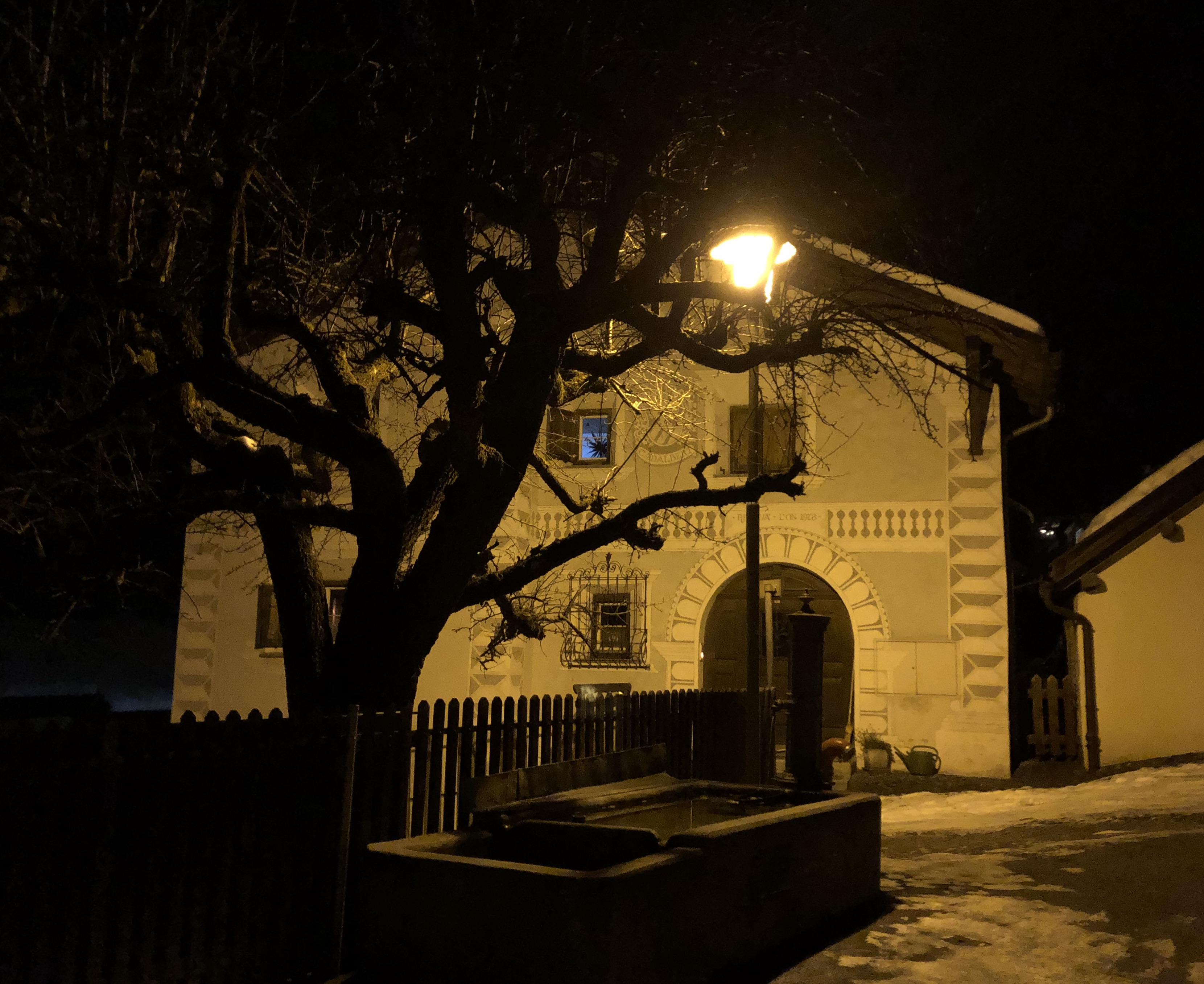
Engadinerhaus
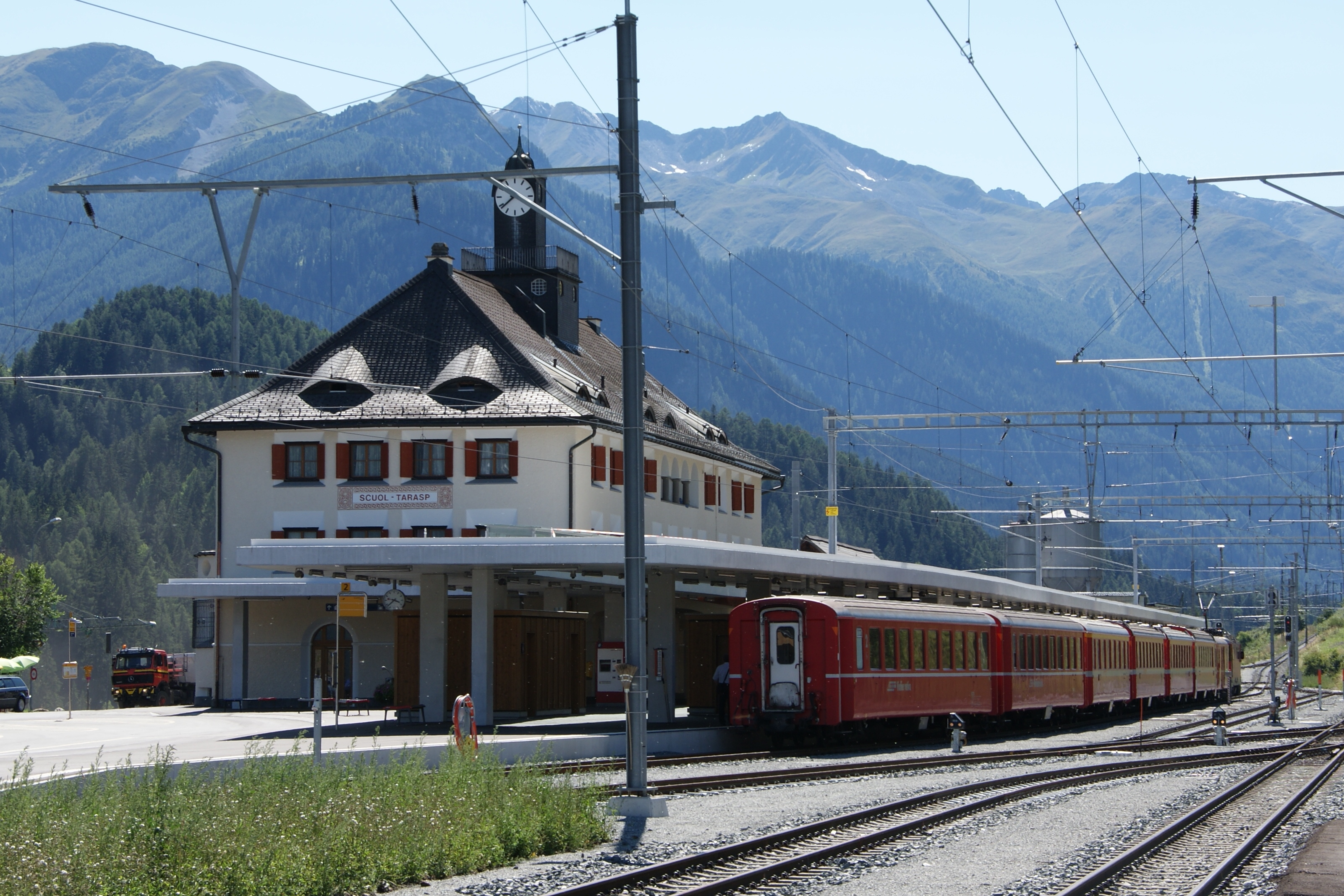
Bahnhof Scuol-Tarasp
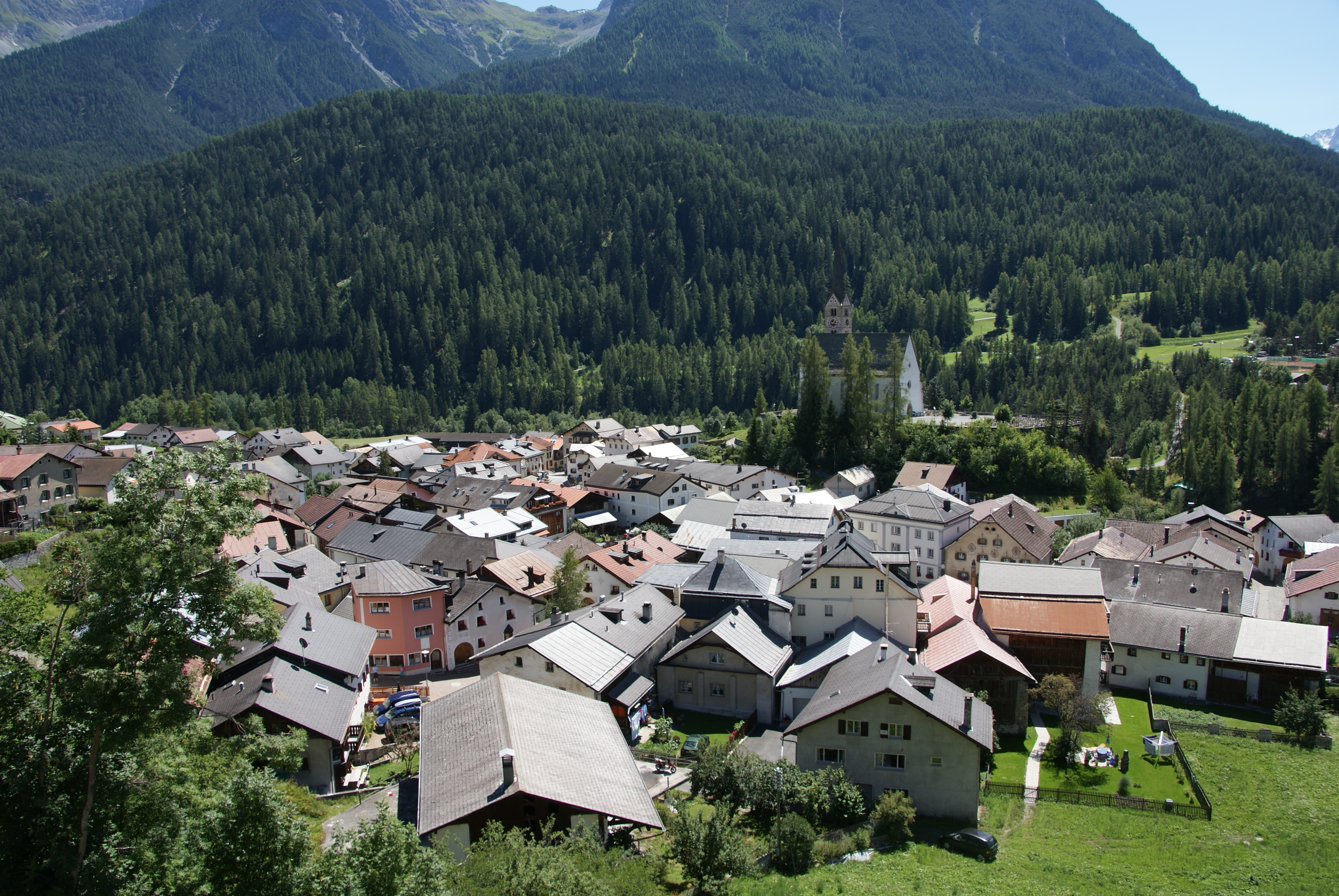
Blick auf Scuol
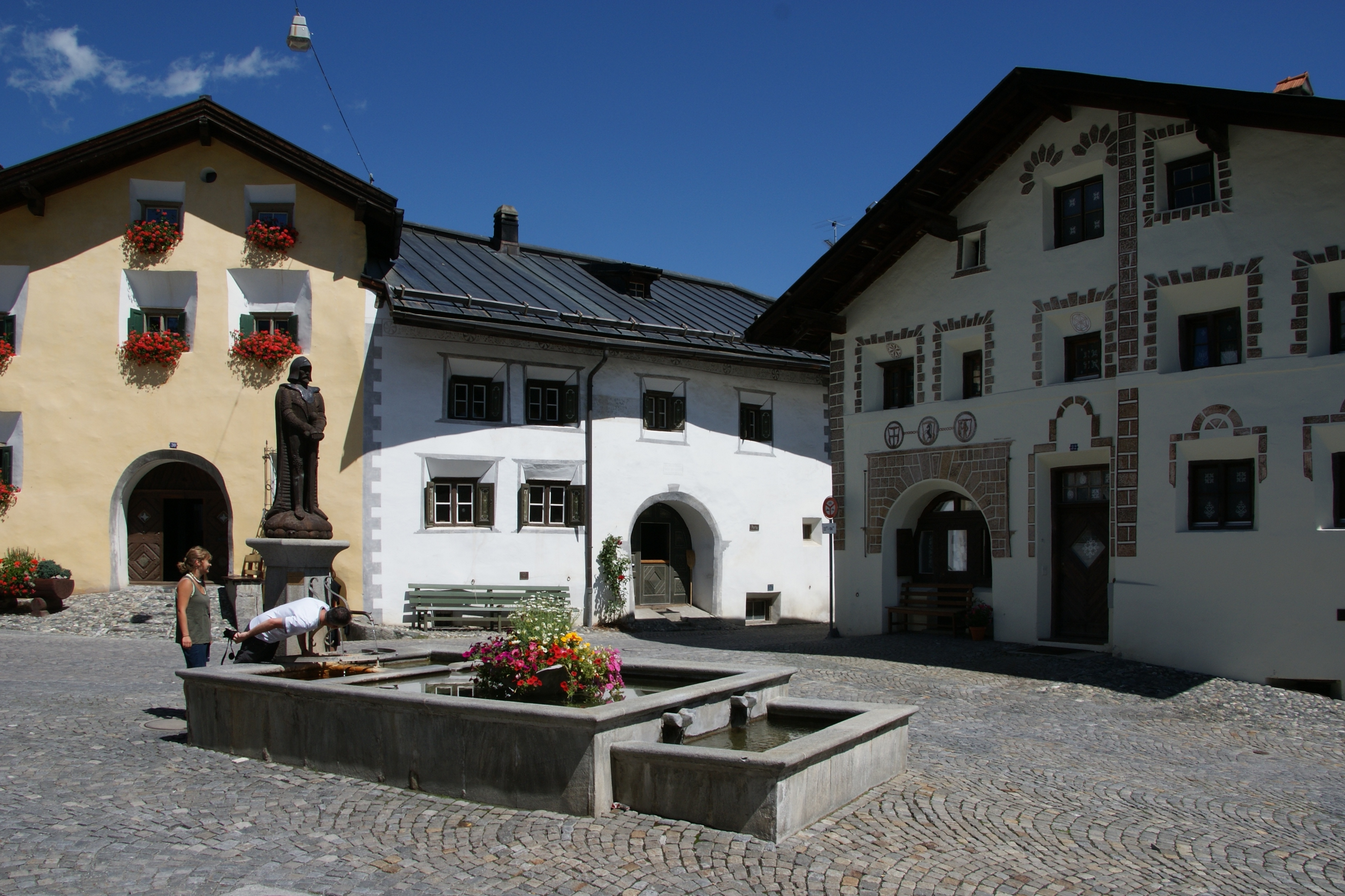
Platz mit Brunnen
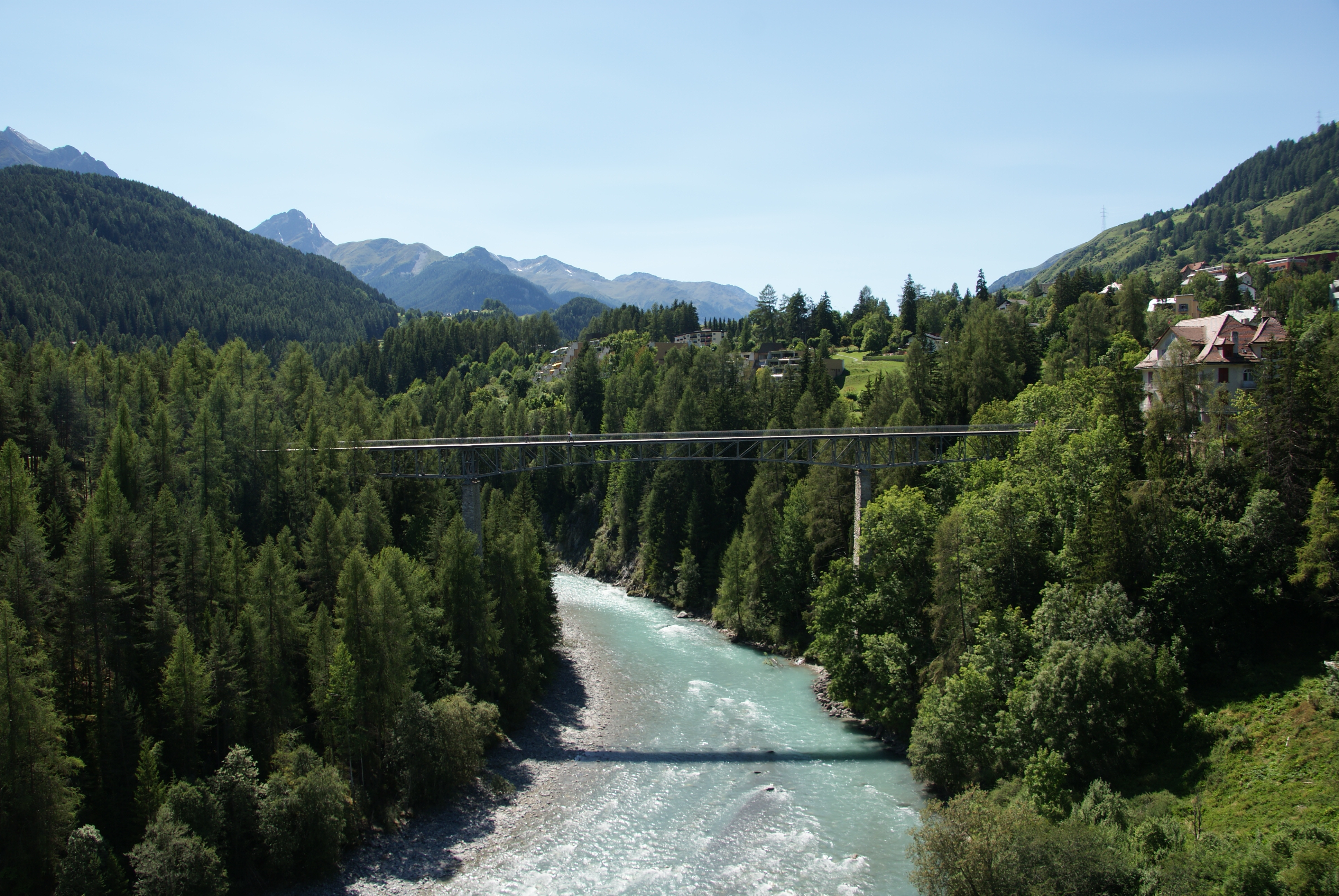
Gurlainabrücke über den Inn